# Jean Kerhervé
Pour les articles homonymes, voir Kerhervé.
Jean Kerhervé, né le 6 juillet 1946 à Concarneau, est un historien médiéviste français.

## Biographie
Étudiant d'histoire à l'Université de Bretagne occidentale de Brest, agrégé d'histoire en 1969, il commence sa carrière d’enseignant au lycée de l’Harteloire (1969-1970) à Brest. Dès l’année suivante, il enseigne à l'Université de Bretagne occidentale, faculté des lettres et sciences sociales, comme assistant, puis maître-assistant (1981), maître de conférences (1983), et enfin professeur des universités (1988). Il exerce de nombreuses fonctions, dont celles de directeur adjoint du CRBC (1988-1994), vice-président de la Société des historiens médiévistes de l'enseignement supérieur public (1993-2004), membre puis président de la 21e section du Conseil national des universités (1992-2003); il est membre du Comité pour l'histoire économique et financière de la France (1997-2012) et du Comité des travaux historiques et scientifiques (2001-2012).
Spécialiste d'histoire médiévale et de la civilisation de la Bretagne, il étudie notamment l'histoire financière de la France au Bas Moyen Âge ; l'État ducal de Bretagne au temps des Montforts (1364-1491) : la construction politique, les structures administratives et les gestionnaires ; le sentiment identitaire en Bretagne au Moyen Âge ; la société et l'économie bretonnes à la fin du Moyen Âge.
En 1988, il est premier prix Gobert d'histoire de l'Académie des inscriptions et belles-lettres pour son ouvrage L'État breton aux XIVe siècle et XVe siècle. Les ducs, l'argent et les hommes.
En 2005, il est décoré de l'Ordre de l'Hermine.

## Publications

### Ouvrages
- Les Biens de la Couronne dans la sénéchaussée de Brest et Saint-Renan (en coll. avec Anne-Françoise Pérès et Bernard Tanguy), Rennes, Institut Culturel de Bretagne, 1984.
- L'État breton aux XIVe et XVe siècles. Les ducs, l'argent et les hommes, 2 vol. , Maloine, 1987,  (ISBN 2224017030)[1].
- " Quimper", , Paris, CNRS, 1988 (Atlas des villes de France).
- Saint-Brieuc, Paris, CNRS, 1991 (Atlas des villes de France).
- 1491. La Bretagne, terre d'Europe, (codirection avec T. Daniel et contribution), Actes du colloque de Brest, 2-4 octobre 1991, Quimper-Brest, 1992, 520 p.,  (ISBN 2-906790-02-8)
- Histoire de Quimper, direction et contribution, Privat - Société archéologique du Finistère, Toulouse-Quimper, 1994.
- Histoire de la France : la naissance de l'État moderne 1180-1492, Hachette, Paris, 1998.
- Finances, pouvoirs et mémoire (codirection avec A. Rigaudière et contribution), Mélanges offerts à Jean Favier, Paris, Fayard, 1999.
- Études sur la noblesse en Bretagne du Moyen Âge à nos jours, (direction et contribution), Rennes, I.C.B. – Presses universitaires de Bretagne (PUR), 1999.
- L'Impôt au Moyen Âge. L'impôt public et le prélèvement seigneurial, fin XIIe-début XVIe siècle (codirection avec A. Rigaudière et P.Contamine, et contribution), Paris, Comité pour l'histoire économique et financière de la France, 2002.
- Toute l'histoire de la Bretagne (en collaboration avec J.-C. Cassard et al., Morlaix, 2003 (IIe partie, chap. 2, 3, 4, p. 165-201 et 237-340).
- Les Vitraux de la cathédrale Saint-Corentin de Quimper, (en collaboration avec Y.-P. Castel, T. Daniel, J.-P. Le Bihan, A. Brignaudy), Quimper, 2005.
- Monnaies, fiscalités et finances au temps de Philippe le Bel, (codirection avec P. Contamine et A. Rigaudière), Paris, Comité pour l’histoire économique et financière de la France, Paris, 2007.
- Vérité poétique, vérité politique : Mythes, modèles et idéologies politiques au Moyen Âge, (codirection, en collaboration avec J.-C. Cassard et É. Gaucher), Brest, 2007.
- Châteaux et modes de vie au temps des ducs de Bretagne, XIIIe – XVIe siècle, (codirection avec A. Salamagne et G. Danet.), Tours-Rennes, 2013.
- Manoirs, une histoire en Bretagne en collaboration avec Christel Douard, éditeur Locus Solus, Châteaulin,  (ISBN 978-2-36833-338-9), 2021 .

### Articles
- « Une famille d'officiers de finances bretons du XVe siècle : les Thomas de Nantes », dans Annales de Bretagne et des Pays de l'Ouest, t. 83, 1976, p. 7-33.
- « Aux origines d'un sentiment national. Les chroniqueurs bretons de la fin du Moyen Âge », dans Bulletin de la société archéologique du Finistère, 1980.
- « Jean Mauléon, trésorier de l'Épargne : une carrière au service de l'État breton », dans Questions d'histoire de Bretagne : 107e Congrès des sociétés savantes, Brest, 1982. Section de philologie et d'histoire jusqu'à 1610, tome II, Paris, Comité des travaux historiques et scientifiques, 1984, 354 p., p. 161-184.
- « Prosopographie des officiers de finances : l'exemple des trésoriers de l'Épargne bretons du XVe siècle », dans Medieval Lives and the Historian. Studies in Medieval Prosopography, Proceedings of the first International Interdisciplinary Conference on Medieval Prosopography, Bielefeld (RFA), 1982, pub. Kalamazoo (Michigan), 1986, p. 267-289.
- « Idéologie et appareil d'État dans la Bretagne des Montforts : XIVe et XVe siècles », dans La Bretagne au temps des ducs, catalogue de l'exposition, Daoulas, 1991, p. 72-80
- « Taxation and ducal power in Late Medieval Brittany », dans French History, 1992, vol. 6, no 1, p. 1-23.
- « Il y a cinq cents ans. Le roi de France "épouse" la Bretagne », dans Le Monde, 1er-2 déc., 1991, p. 2.
- « Comment la Bretagne est-elle devenue française ? », dans L'Histoire, no 147, 1991, p. 8-16.
- « La Bretagne finistérienne des ducs, 1213-1532 », dans Y. Le Gallo (dir.), Histoire du Finistère, Saint-Jean d'Angély : Bordessoules, 1991, p. 135-188
- « Les activités intellectuelles », dans La Bretagne au temps des ducs, catalogue de l'exposition, Daoulas, 1991, p. 12-124.
- « La vie économique au temps des ducs », dans La Bretagne au temps des ducs, catalogue de l'exposition, Daoulas, 1991, p. 86-94.
- « Une existence en perpétuel mouvement. Arthur de Richemont, connétable de France et duc de Bretagne (1393-1458) », dans Viageros, peregrinos, mercaderes en el Occidente Medieval, Pampelune, 1992, p. 69-114.
- « Taxation and ducal power in Late Medieval Brittany », dans French History, 6/1, 1992, p. 1-23.
- Bretagne et pays celtiques. Mélanges offerts à Léon Fleuriot, Saint-Brieuc-Rennes, 1992 (BNF 36662747), « La généalogie des rois, ducs et princes de Bretagne, par Pierre Le Baud », p. 519-560.
- « Les relations entre la Bretagne et les anciens Pays-Bas du Moyen Âge au début des temps modernes », dans Les Champs relationnels en Europe des origines à la fin du Premier Empire, Actes du 1er colloque historique de Calais, 13-14 novembre 1993, Calais, 1994, p. 193-221.
- « L'impôt direct dans l'évêché de Nantes au milieu du XVe siècle, d'après un compte inédit », dans Bretagnes. Art, négoce et société. Mélanges offerts au professeur Jean Tanguy, Brest, 1996, p. 193-214.
- « Les présidents de la chambre des comptes de Bretagne au XVe siècle », dans La France des principautés. Les Chambres des comptes. XIVe et XVe siècles, actes du colloque tenu aux Archives départementales de l'Allier, Moulins-Yzeure, 6-8 avril 1995, Comité pour l'Histoire économique et financière de la France, Paris, 1996, p. 165-204.
- « Nantes, capitale des ducs de Bretagne ? », dans Guiffan (J.) et Guyvarc'h (D.), (dir.), Nantes et la Bretagne, Skol Vreizh, Morlaix, 1996, p. 63-78.
- « Entre conscience nationale et identité régionale en Bretagne à la fin du Moyen Âge », dans Identité régionale et conscience nationale en France et en Allemagne du Moyen Âge à l'époque moderne, Beihefte der Francia, Band 39, 1997, p. 219-243.
- « Les registres des lettres scellées à la chancellerie de Bretagne sous le règne du duc François II (1458-1488) », dans Écrit et pouvoir dans les chancelleries médiévales : espace français, espace anglais, actes du colloque international de Montréal, 7-9 sept. 1995, Louvain-La-Neuve, 1997, p. 153-204.
- « Paysage urbain et société à Saint-Vincent de Nantes aux XVe et XVIe siècles, d'après le rôle de la taillée de Toussaint », dans Mondes de l'Ouest et villes du monde. Regard sur les sociétés médiévales, Mélanges en l’honneur d'André Chédeville, P.U.R./S.H.A.B., Rennes, 1998, p. 263-281.
- « La Chambre des comptes de Bretagne », dans Les Chambres des comptes en France aux XIVe et XVe siècles, textes et documents réunis par Philippe Contamine et O. Mattéoni, Paris, C.H.E.F.F., 1998, p. 127-179.
- « La chancellerie de Bretagne sous Louis XII et Anne de Bretagne. 1499-1514 », dans Powerbrokers in the Late Middle Ages, Les courtiers du pouvoir au Moyen Âge, Turnhout, Brépols, 1999.
- « Récolte du goémon et pêche à la sardine sur les côtes de Bretagne au début du XVIe siècle », dans Bulletin de la Société archéologique du Finistère, t. 127, 1999.
- « Une enquête fiscale en Bretagne en 1475 », dans Études et documents, no 10, 1998, p. 63-93.
- « Aux origines du bagne. Galères et des galériens à Brest au temps de Louis XII », dans La ville médiévale en deçà et au-delà de ses murs. Mélanges offerts à Jean-Pierre Leguay, textes réunis par P. Lardin et J.-L. Roch, Rouen, Presses de l'Université de Rouen, 2000, p. 243-259.
- « Le budget de la guerre en Bretagne d'après « l'estat » de 1452-1483 », dans Guerre, pouvoir et noblesse au Moyen Âge. Mélanges en l’honneur de Philippe Contamine, textes réunis par J. Paviot et J. Verger, Paris, Presses de l'Université de Paris-Sorbonne, 2000, p. 363-392.
- « Écriture et réécriture de l’histoire dans l'Histoire de Bretaigne de Bertrand d'Argentré. L'exemple du Livre XII », dans Chroniqueurs et historiens de la Bretagne du Moyen Âge à nos jours, publié par N.-Y. Tonnerre, Rennes, P.U.R.-I.C.B., 2001, p. 77-109.
- « La chancellerie de Bretagne sous Louis XII et Anne de Bretagne. 1499-1514 », dans Powerbrokers in the Late Middle Ages/Les courtiers du pouvoir au Bas Moyen Âge, Brépols, Turnhout, 2001, p. 199-233.
- « Le fouage, le duc et l'État en Bretagne au XVe siècle. Contexte et portée d'une réformation générale des feux », dans Hervé et Yann Torchet (dir.), Réformation des fouages de 1426. Diocèse ou évêché de Cornouailles, Paris, 2001, p. 9-16.
- « Meurtre, rémission et politique au pays de Tréguier au début du XVIe siècle », dans Bretagne et Lumières. Mélanges offerts à Jean Balcou, Brest, 2001, p. 44-57.
- « Écriture et réécriture de l'histoire dans l'Histoire de Bretaigne de Bertrand d'Argentré. L'exemple du Livre XII », dans Chroniqueurs et historiens de la Bretagne du Moyen Âge à nos jours, Rennes, PUR-ICB, 2001, p. 77-109.
- « Impôt, guerre et politique en Bretagne au XVe siècle. L’exemple du diocèse de Saint-Brieuc », dans Philippe Contamine, Jean Kerhervé, A. Rigaudière (éd.), L'impôt et le prélèvement seigneurial au Moyen Âge, fin XIIe-début XVIe siècle, Paris, CHEFF, 2002, p. 367-441.
- « L'historien et les sources financières de la fin du Moyen Âge », dans C. Carozzi, H. Taviani-Carozzi (éd.), Le Médiéviste devant ses sources. Questions et méthodes, Aix-en Provence, Publications de l'Université de Provence, 2004, p. 185-206.
- « Les enquêtes sur les droits royaux et ducaux de Bretagne aux XIVe et XVe siècles », dans Information et société en Occident à la fin du Moyen Âge, Actes du colloque international de Montréal et Ottawa, 9-11 mai 2002, réunis par Claire Boudreau, Kouky Fianu, Claude Gauvard, Michel Hébert, Paris, Presses de la Sorbonne, 2004, p. 405-425.
- « Landerneau à la fin du Moyen Âge. Le développement urbain », dans Bulletin de la Société archéologique du Finistère, t. CXXXIII, 2004, p. 207-235.
- « Conclusions », dans L'impôt dans les villes de l'Occident méditerranéen, XIIIe – XVe siècle, D. Menjot, A. Rigaudière, M. Sanchez-Martinez, Paris, C.H.E.F.F. 2005, p. 563-569.
- « 1466-1468. Trois années de relations ordinaires entre Bretagne et Espagne », dans Minorités juives, pouvoirs, littérature politique en péninsule Ibérique, France et Italie au Moyen Âge. Études offertes à Béatrice Leroy, J.-P. Barraqué, V. Lamazou-Duplan (dir.), Biarritz, Atlantica, 2006, p. 127-161.
- « Les Du Chastel et les ducs de Bretagne de la maison de Montfort », dans Yves Coativy (dir.), Le Trémazan des Du Chastel : du château fort à la ruine, Brest-Landunvez, CRBC-Association SOS Château de Trémazan, 2006, p. 45-81.
- « Conclusions », en collaboration avec S. Denoix, dans Les villes capitales, XXXVIe congrès de la Société des historiens médiévistes de l'enseignement supérieur public, Istanbul, 2-6 juin 2005, Paris, Publications de la Sorbonne, 2006, p. 429-447.
- « Meurtre, règlement de comptes au canon et rémissions en Bretagne au début du XVIe siècle », dans J. Claustre, O. Mattéoni, N. Offenstadt (dir.), Un Moyen Âge pour aujourd'hui. Mélanges offerts à Claude Gauvard, Paris, 2010, p. 432-446.
- « Le contrôleur et le receveur en Bretagne à la fin du Moyen Âge. Étude du « dial de la conterollerie » du domaine de Rhuys pour les années 1491-1499 », dans C. Leveleux-Teixeira, A. Rousselet-Pimont, P. Bonin, F. Garnier (éd.), Le gouvernement des communautés politiques à la fin du Moyen Âge. Entre puissance et négociation : Villes, finances, État, Actes du colloque en l'honneur d'Albert Rigaudière, Paris, 2010, p. 395-420.
- « À l'ombre des tours du château. Les gestionnaires du domaine de Rhuys à la fin du Moyen Âge », dans Châteaux et modes de vie au temps des ducs de Bretagne. XIIIe – XVIe siècle, actes du colloque international de Suscinio, 21-23 sept. 2007, A. Salamagne, G. Danet, J. Kerhervé (éd.), Tours-Rennes, 2012, p. 65-107.

### Textes en ligne
« Et le roi de France "épousa" la Bretagne », propos recueillis par Boris Thiolay, dans l'Express du 21 août 2007